# Universidade de Burges
A Universidade de Burges (em francês: Bourges) foi uma academia universitária da cidade de Burges na França. Foi fundada por Luís XI em 1463 e extinta por lei de 24 de junho de 1854, sendo anexada à Universidade de Paris.

## Alunos célebres
- Patrick Adamson (1543-1591)
- João Calvino (1509–1564)
- Hugues Doneau (1527–1591)
- Francois Douaren (1509-1559)
- Conrad Gessner {1516-1565}
- François du Jon (1545-1602)